# Gobionotothen marionensis
Gobionotothen marionensis és una espècie de peix pertanyent a la família dels nototènids.

## Descripció
- Pot arribar a fer 20 cm de llargària màxima.
- 7 espines i 29 radis tous a l'aleta dorsal i 27 radis tous a l'anal.
- El dors té franges transversals, les quals esdevenen punts als flancs.
- Les aletes pectorals presenten un reguitzell de petites taques fosques als radis (sovint amb una taca negrosa a la part superior de la base de les susdites aletes).[6][7]

## Alimentació
Menja copèpodes, isòpodes, crustacis (com ara, Pseudonototanais werthi, Leucothoe, Gitanopsis i Nototanais antarcticus), poliquets sedentaris (Polycirrus), algues i d'altres invertebrats bentònics.

## Depredadors
A les illes del Príncep Eduard és depredat per l'ós marí antàrtic (Arctocephalus gazella) i a l'Argentina pel dofí fosc (Lagenorhynchus obscurus).

## Hàbitat
És un peix d'aigua marina, bentopelàgic i de clima polar (46°S-61°S) que viu entre 100 i 150 m de fondària.

## Distribució geogràfica
Es troba a l'oceà Antàrtic: les illes de Geòrgia del Sud, Sandwich del Sud, Crozet i del Príncep Eduard.

## Observacions
És inofensiu per als humans.